# Динголева къща
Динголева къща (на гръцки: Οικία Διγγόλη) е къща в град Воден, Гърция.

## Местоположение
Къщата е разположена в традиционния квартал Вароша, на улица „Пердикас“ № 3.

## История
Къщата е изградена е в XIX век. Собственост е на семейство Динголис. В 1987 година като „пример за традиционната градска архитектура на XIX век“ е обявена за паметник на културата.